# Стандартен мандарин
Стандартен мандарин или стандартен китайски е официалният модерен китайски, говорен и използван на континентален Китай и Тайван, и е един от четирите официални езика в Сингапур.
Фонологията на стандартния мандарин е базирана на пекинския диалект на мандарин, който е голяма и разнообразна група от китайски диалекти, говорени в Северен и Югозападен Китай. Речникът е основно извлечен от тази група диалекти. Граматиката е стандартизирано тяло от съвременни литературни творби, написани на народен китайски, което като цяло следва същата традиция като на мандаринските диалекти, но с някои по-съществени изключения. Като резултат стандартният мандарин обикновено е наричан просто „мандарин“ в ежедневната извънакадемична употреба. Все пак в лингвистичен аспект, когато се говори за мандарин, се има предвид цялата група от диалекти, тоест езика мандарин.
|  | Тази страница частично или изцяло представлява превод на страницата Standard Mandarin в Уикипедия на английски. Оригиналният текст, както и този превод, са защитени от Лиценза „Криейтив Комънс – Признание – Споделяне на споделеното“, а за съдържание, създадено преди юни 2009 година – от Лиценза за свободна документация на ГНУ. Прегледайте историята на редакциите на оригиналната страница, както и на преводната страница, за да видите списъка на съавторите. ВАЖНО: Този шаблон се отнася единствено до авторските права върху съдържанието на статията. Добавянето му не отменя изискването да се посочват конкретни източници на твърденията, които да бъдат благонадеждни. |